# Scienza penale
La scienza penale studia il fondamento, i limiti, le forme e i mezzi di attuazione del diritto penale, la ideologia che sorregge le diverse formule di sistema.
Essa sorge durante il medioevo, con alcune opere di grandi giuristi del diritto comune, in particolare dei cosiddetti "Glossatori". Nel XVII secolo sorge un movimento di avversari del diritto penale dell'oppressione con le teorie del Giusnaturalismo laico (Grozio, Pudendorf, Thomasius, Locke). L'epoca di maggiore sviluppo delle scienze penali è però quella del XIX secolo. Sorgono in quel secolo le scienze criminali oggi note con i nomi di:
- scienza penale
- criminologia
- politica criminale

e si delineano i quattro costanti problemi del diritto penale:
- la definizione di criminalità
- le cause della criminalità
- la difesa contro la criminalità
- le garanzie individuali contro le scienze criminali.

Da un punto di vista formalistico, la scienza penale ha limitato l'oggetto al diritto penale positivo aderendo al culto della legge alla assoluta fedeltà ad essa. Tale prospettiva è consona agli Stati ove la legge è fattore di sviluppo stabile e condiviso oppure -al contrario- ove non è oggetto di discussione.
Si sviluppano due filoni di formalismo: quello dell'Ecole de l'exegese e quello della cosiddetta giurisprudenza dei concetti, cui segue l'indirizzo tecnico giuridico di Arturo Rocco, il quale identifica l'oggetto della scienza penale nel diritto positivo, il dogma. Così degradata a scienza delle forme, la scienza penale si arena su posizioni di indifferenza rispetto al sostrato che la sorregge.
Reagiscono alcuni autori con l'indirizzo teleologico (Bettiol e Antolisei), che propongono una lettura delle norme non scevra da valutazioni sul significato della norma incriminatrice. Il valore della norma va riferito al suo scopo, inteso in via oggettiva dal dato positivo, evitando significati assurdi, insufficienti o incoerenti.
Il punto di vista sostanzialistico sorge dalla necessità di allargare l'oggetto della scienza penale oltre la legge. Vanno menzionate dunque le tesi giusnaturalistiche nella duplice veste illuminista e moderna (ovvero riferite alla fiducia nella ragione ovvero nel senso di giustizia ispiratore del diritto) della Scuola Classica:
- le tesi della Scuola positiva, che ha ad oggetto la ricerca sull'aspetto individuale o sociale del reato, in sostituzione del reato-ente giuridico;
- la tesi dell'intuizionismo della scuola di Kiel, che sostiene la più aperta critica al formalismo che nega carattere individuale al reato. Questo, quale ente giuridico, va sostituito con l'intuizione del giudice, interprete del sentimento popolare, al fin d'indagare come la società sente il reato.

Oggi le vedute si possono compendiare nel giusnaturalismo empirico di matrice anglosassone (scienza penale della common law), e nel dogma statalistico giuspositivista e tecnico giuridico del continente (di matrice latina o di "civil law").
In Italia, in particolare, trova adesioni la teoria del diritto penale costituzionalmente orientato, e l'interesse è sommo per i temi di politica criminale.
Sicché, questa realtà complessa deve essere affrontata da molteplici prospettive: non solo la Tecnica giuridica, e la fede dogmatica aiuteranno il progresso della scienza penale, ma anche la consapevolezza del dialogo interdisciplinare, e della intrinseca problematicità della disciplina, nonché dei nuovi orizzonti di internazionalità della stessa.